# Pick Withers
David (Pick) Withers (Leicester, Engeland, 4 april 1948) is een Engels drummer en voormalig lid van Dire Straits. Hij speelde mee op de eerste vier albums van de band, die hits bevatten als Sultans of Swing en Skateaway.
Toen Withers zich bij Dire Straits aansloot had hij al in verscheidene kleine bandjes gespeeld.
In 1982, nadat Dire Straits klaar was met het album Love over Gold, verliet Withers de band om meer tijd met zijn familie te kunnen doorbrengen en om jazz te beoefenen.
Withers speelde tevens mee op Bob Dylans album Slow Train Coming.
Mark Knopfler · John Illsley
Guy Fletcher · Alan Clark · David Knopfler · Pick Withers · Hal Lindes · Terry Williams · Jack Sonni
- Gemeinsame Normdatei: 134559517
- International Standard Name Identifier: 0000 0000 5650 2908
- MusicBrainz: 0ae785f0-c3ee-4fa2-babb-22d0d0443905
- Nationale Bibliotheek van Tsjechië: xx0134056
- Virtual International Authority File: 79671721
- WorldCat: E39PBJfCBvgrhJDrkbWRKVfH4q